# Juli 2014
Dit artikel geeft een chronologisch overzicht van de belangrijkste gebeurtenissen per dag van de maand juli in het jaar 2014.

## Gebeurtenissen

### 1 juli
- Het Europees Hof voor de Rechten van de Mens oordeelt, in een door een 24-jarige Franse moslima aangespannen rechtszaak, dat het verbod op gezichtsbedekkende kleding in Frankrijk niet in strijd is met het Europees Verdrag voor de Rechten van de Mens.[1]

### 4 juli
- Bij een aanval op een legerkazerne in de Nigeriaanse deelstaat Borno door de radicaal-islamitische terreurbeweging Boko Haram vallen minstens vijftig doden. (lees verder)

### 5 juli
- De Ronde van Frankrijk 2014 gaat van start in het Engelse Leeds. De Duitser Marcel Kittel wint de openingsetappe en is de eerste geletruidrager.
- Minstens 29 mensen worden gedood bij een aanval van de terreurorganisatie Al-Shabaab op twee dorpen in de Keniaanse districten Lamu en Tana River.

### 6 juli
- De Serviër Novak Đoković wint voor de tweede maal in zijn carrière Wimbledon. Hij verslaat de Zwitser Roger Federer in de finale met 6-7 (7-9), 6-4, 7-6 (7-4), 5-7 en 6-4.
- Minstens zes militante Palestijnen van Hamas worden gedood bij een Israëlische luchtaanval op de Gazastrook.

### 7 juli
- Almaty, Oslo en Peking worden door het IOC officieel bevestigd als kandidaat-stad voor de Olympische Winterspelen 2022.
- Zestien mensen komen om wanneer een Mil Mi-8-legerhelikopter neerstort in de buurt van de Vietnamese hoofdstad Hanoi.

### 8 juli
- De gemeente Rhenen maakt bekend dat in mei 2015 gestart zal worden met de opnames voor een film over de slag om de Grebbeberg, dan 75 jaar geleden.
- Het Duitse voetbalelftal verslaat in de eerste halve finale op het WK thuisland Brazilië met 1-7. In diezelfde wedstrijd breekt Miroslav Klose het record van meeste individuele doelpunten in totaal op WK's door zijn 16e treffer aan te tekenen.

### 9 juli
- Wielrenner Lars Boom wint als eerste Nederlander sinds 2005 een etappe in de Ronde van Frankrijk 2014, toevallig dag op dag negen jaar na de laatste Nederlandse winnaar.
- De tyfoon Neoguri raast met rukwinden tot 162 kilometer per uur over de Japanse eilandengroep Okinawa. Twee mensen komen daarbij om het leven.

### 10 juli
- De tyfoon Neoguri zorgt bij zijn doortocht over de Japanse eilanden Kyushu en Shikoku voor aardverschuivingen en overstromingen. Minstens zeven mensen komen daarbij om.
- Israël bombardeert meer dan 300 Hamas-doelwitten in de Gazastrook, als antwoord op raketaanvallen van Hamas. Na een aantal dagen zijn al zeker 83 Palestijnen bij de militaire actie omgekomen. De Veiligheidsraad van de Verenigde Naties komt bij elkaar om de crisis te bespreken. (Lees meer)
- Bij nieuwe gevechten tussen het Oekraïense leger en pro-Russische separatisten in het oosten van Oekraïne, onder meer aan de luchthavens van Loehansk en Donetsk, vallen tientallen doden.

### 11 juli
- Vijf mensen komen om bij een vliegtuigcrash in het Mexicaanse Alto Lucero.
- Er vallen minstens zestien doden en 55 gewonden bij de instorting van drie gebouwen in de Marokkaanse stad Casablanca.

### 12 juli
- Het conflict in de Gazastrook tussen Israël en Hamas duurt voort. Israël heeft tijdens operatie Protective Edge al meer dan duizend doelen geraakt, als antwoord op raketaanvallen van Hamas. Sinds het begin van de luchtaanvallen zijn al 120 Palestijnen omgekomen. De Veiligheidsraad van de Verenigde Naties roept op tot een staakt-het-vuren.
- Bij een bomaanslag in Sidi-bel-Abbès, in het westen van Algerije, vallen zeven doden.
- In het oosten van de Iraakse hoofdstad Bagdad worden 29 mensen vermoord bij een aanval op twee gebouwen die als bordeel bekendstonden.
- Twee Belgen en een Nederlander komen om bij de crash van een sportvliegtuigje op Corsica.

### 13 juli
- Het Duitse voetbalelftal verslaat in de finale van het WK Argentinië met 1-0 in de tweede verlenging, en wordt zo voor de vierde maal wereldkampioen.
- Door bombardementen in het conflict in de Gazastrook zijn al meer dan 170 Palestijnen omgekomen, waarvan volgens de VN meer dan 70% burgerdoden zijn. Commando's van de Israëlische marine trekken de Gazastrook binnen om er een lanceerbasis van Hamas aan te vallen. Israël vraagt aan de inwoners van Noord-Gaza om hun huizen te verlaten.

### 15 juli
- De tyfoon Rammasun trekt over het Filipijnse eiland Luzon. Minstens 77 mensen komen daarbij om het leven.
- Het Europees Parlement keurt de voordracht van de Luxemburgse oud-premier Jean-Claude Juncker tot nieuwe voorzitter van de Europese Commissie goed.
- Israël gaat verder met de raketaanvallen op de Gazastrook nadat Hamas een wapenstilstand van de hand heeft gewezen. Egypte probeert te bemiddelen tussen de twee partijen in het conflict, waarbij al meer dan 190 Palestijnen zijn omgekomen. Aan Israëlische zijde valt nabij de grenspost in Erez een eerste slachtoffer, dat omkomt door een Hamas-raket.
- Na twee dagen van raketaanvallen in het oosten van Oekraïne zijn minstens 20 burgers omgekomen. Elf mensen laten het leven bij de instorting van een huis in Snizjne dat volgens de separatisten door het Oekraïense leger werd gebombardeerd. Ook in Loehansk komen burgers om bij beschietingen.
- Bij een verkeersongeval tussen een autobus en een vrachtwagen nabij de Egyptische stad Port Safaga vallen 17 doden.
- Minstens zestien mensen komen om bij een ongeval in de metro van Moskou.
- Twee mensen komen om bij een schietpartij op de luchthaven van Curaçao.

### 16 juli
- Israël gaat verder met raketaanvallen op woningen van leidinggevende figuren van Hamas in de Gazastrook, onder andere in Gaza-Stad, Jabalia en Rafah. Zeker zeven Palestijnen komen daarbij om, waardoor het dodental van het conflict boven de 200 uitkomt.
- Een rechtbank in Den Haag oordeelt dat de Nederlandse Staat aansprakelijk is voor de deportatie van zo'n 300 moslimmannen na de val van de Bosnische enclave Srebrenica.

### 17 juli
- Vlucht MH17 van Malaysia Airlines, onderweg van Schiphol naar Kuala Lumpur, stort onder onduidelijke omstandigheden neer nabij de Oekraïense stad Donetsk. Hierbij komen alle 298 inzittenden om, onder wie 196 Nederlanders.
- Oud-dictator Manuel Noriega van Panama klaagt vanuit de gevangenis uitgever Activision van het computerspel Call of Duty: Black Ops II aan wegens imagoschade, omdat volgens hem een misdadiger in het spel op hem gelijkt.

### 21 juli
- De Veiligheidsraad van de Verenigde Naties neemt unaniem een resolutie aan waarin het neerhalen van Malaysia Airlines-vlucht 17 op 17 juli in Oekraïne wordt veroordeeld. Tijdens de zitting houdt de Nederlandse minister van Buitenlandse Zaken, Frans Timmermans, een emotionele toespraak.
- De Amerikaanse minister van Buitenlandse Zaken John Kerry spreekt in de Egyptische hoofdstad Caïro, in het bijzijn van president Sisi en VN-chef Ban Ki-moon, met afvaardigingen van Israël en Hamas in een poging om de gewelddadigheden in de Gazastrook te stoppen.

### 22 juli
- Tijdens een persconferentie kondigen N-VA, CD&V en Open Vld aan dat zij een regeerakkoord hebben gesloten voor de Vlaamse Regering. Op federaal vlak worden Charles Michel (MR) en Kris Peeters (CD&V) allebei aangesteld als formateur.

### 23 juli
- Naar aanleiding van de crash van Malaysia Airlines-vlucht 17 roept premier Rutte 23 juli 2014 uit tot dag van nationale rouw in Nederland. Op deze dag komen de eerste 40 kisten met stoffelijke overschotten van de slachtoffers aan op vliegbasis Eindhoven.
- De Mensenrechtencommissaris van de Verenigde Naties wijst Israël met de vinger voor mogelijke oorlogsmisdaden in de Gazastrook door kinderen te doden en opzettelijk huizen te vernietigen, en voor buitensporig geweld, waardoor al meer dan zeshonderd Palestijnse burgers, voornamelijk vrouwen en kinderen, om het leven zijn gekomen. De VN veroordelen ook de raketaanvallen van Hamas op Israël.
- Na een update van de programmatuur wordt de Rabobank getroffen door een grote storing in het computernetwerk: internetbankieren, iDEAL, pinnen en het bedrijfsnetwerk werken niet meer. Een dag later is er weer een grote storing, waardoor betalingen bemoeilijkt worden.

### 24 juli
- Air Algérie-vlucht 5017, uitgevoerd met een MD-83 van Swiftair, met 110 passagiers en zes bemanningsleden aan boord, stort neer in het noorden van Mali, 50 minuten na het opstijgen vanuit Ouagadougou in Burkina Faso op weg naar Algiers.
- In de Congolese hoofdstad Brazzaville gaan de leiders van de islamistische Seleka-rebellen en van de christelijke anti-Balaka-milities akkoord met een wapenstilstand in het conflict in de Centraal-Afrikaanse Republiek.

### 25 juli
- De ebola-epidemie in West-Afrika breidt zich uit naar Nigeria. Een Liberiaanse regeringsmedewerker overlijdt aan de ziekte in de stad Lagos.
- De ministers van de nieuwe Vlaamse Regering, de regering-Bourgeois, leggen de eed af in het Vlaams Parlement. Geert Bourgeois van de N-VA wordt minister-president van Vlaanderen, en volgt daarmee Kris Peeters van de CD&V op.

### 26 juli
- Na een humanitair bestand van 12 uur in de Gazastrook wordt de verlenging ervan door Israël aanvaard, maar door Hamas verworpen. De Palestijnse verzetsbeweging vuurt weer raketten af. In het conflict zijn al meer dan 1000 doden gevallen.

### 27 juli
- In de Libische hoofdstad Tripoli komen 23 Egyptische arbeiders om bij een raketaanval. In Benghazi zijn in de afgelopen 24 uur 38 personen gedood bij gevechten tussen het leger en islamistische groepen.
- De Afghaanse autoriteiten melden dat in de voorbije 24 uur minstens 35 personen, waarvan 33 talibanstrijders, zijn omgekomen bij aanvallen in verschillende provincies van het land.
- De Italiaan Vincenzo Nibali is voor de eerste maal in zijn carrière de eindwinnaar van de 101e Ronde van Frankrijk. Hij is de zevende Italiaanse Tourwinnaar in de geschiedenis en de eerste sinds Marco Pantani in 1998. De Slovaak Peter Sagan wint de groene trui en de Pool Rafał Majka de bolletjestrui.

### 28 juli
- Het Permanent Hof van Arbitrage in Den Haag oordeelt dat de Russische regering 50 miljard dollar compensatie moet betalen aan de aandeelhouders van het olieconcern Yukos, dat door Rusland in 2003 werd ontmanteld.
- Frankrijk biedt christenen uit de Noord-Iraakse stad Mosoel, die op de vlucht zijn voor de jihadistische organisatie ISIS, vrijblijvend asiel aan.
- In de Filipijnse gemeente Talipao worden minstens zestien mensen gedood door islamistische rebellen van Abu Sayyaf.

### 29 juli
- De Europese Unie beslist om Rusland een aantal economische sancties op te leggen wegens de Russische steun aan pro-Russische separatisten in Oost-Oekraïne, waar de gevechten doorgaan. In de stad Horlivka komen minstens 31 burgers om. Bij een granaatinslag op een bejaardentehuis in Loehansk worden vijf mensen gedood.
- Bij luchtaanvallen van het Israëlische leger op de Gazastrook vallen 128 doden. De elektriciteitscentrale van Gaza is uitgeschakeld. Het totale dodental van het conflict komt op meer dan 1200 Palestijnen en 56 Israëli's.
- De Libische kustwacht ontdekt het wrak van een schip vier kilometer ten noorden van de stad Al Khums. Zeker 150 vluchtelingen zouden omgekomen zijn.

### 30 juli
- Dick Bruna, de 86-jarige geestelijk vader van nijntje, geeft aan geen nieuwe kinderboeken meer uit te zullen brengen. De tekenrechten gaan ook niet over naar iemand anders.
- Minstens zestien Palestijnen komen om bij een Israëlisch bombardement op een school van de Verenigde Naties in Jabalia in de Gazastrook. Bij een aanval op een markt in Gaza-stad vallen zeker vijftien doden en 150 gewonden. In totaal zijn al meer dan 1300 Palestijnen en 59 Israëli's omgekomen in het conflict.
- Een vrouw blaast zich op in een school in de Noord-Nigeriaanse stad Kano. Zes mensen komen om bij de zelfmoordaanslag.
- Om de verspreiding van het dodelijke ebolavirus in haar land tegen te gaan beveelt de Liberiaanse presidente Ellen Johnson Sirleaf om alle scholen te sluiten.
- Minstens 30 mensen komen om en meer dan 150 personen zijn vermist na een aardverschuiving in het Indiase dorp Malin in het district Pune in het westen van het land.

### 31 juli
- Minstens 24 mensen komen om en meer dan 270 mensen raken gewond bij een reeks gasontploffingen in Kaohsiung, een stad in het zuiden van Taiwan.
- Israël kondigt aan dat het 16.000 extra militairen zal inzetten in het conflict in de Gazastrook, waarmee het totaal aantal militairen op 86.000 komt. Het land zegt ook een onderzoek te willen openen naar het bombardement op een school van de VN in Jabalia een dag eerder.
- De Kiribatische gewichtheffer David Katoatau wint een gouden medaille tijdens de Gemenebestspelen. Hij is de eerste sporter die namens Kiribati goud weet te winnen op een groot sportevenement.

## Overleden
<< · januari · februari · maart · april · mei · juni · juli · augustus · september · oktober · november · december · >>